# يوليا سيغل
يوليا سيغل (بالألمانية: Giulia Siegel )‏ (و. 1974  م) هي ممثلة، وصحفية، وعارضة ألمانية، ولدت في ميونخ، شاركت في Ich bin ein Star – Holt mich hier raus! ‏.

## وصلات خارجية
- يوليا سيغل على موقع IMDb (الإنجليزية)
- يوليا سيغل على موقع ميوزك برينز (الإنجليزية)
- يوليا سيغل على موقع ديسكوغز (الإنجليزية)
- يوليا سيغل على موقع قاعدة بيانات الفيلم (الإنجليزية)
- يوليا سيغل على موقع كينوبويسك (الروسية)

- يوليا سيغل في قاعدة بيانات الأفلام على الإنترنت